# 足立公和
足立 公和（あだち ひろかず、1973年2月28日 - ）は大阪府出身の俳優で、オフィス ミラクルボックス所属。身長176.5cm。体重68kg。

## 出演作品

### テレビ
- 風のハルカ 83話（2005年、 NHK大阪放送局 ）
- 新・いのちの現場から2 （2006年、 MBS ）- 担当官 役
- 満天（2006年、 SUN-TV ）- テレビショッピング
- 12の星座の物語（2006年 西日本放送 ）- 6月 陽平 役
- お笑いワイドショー マルコポロリ! （2007年、 関西テレビ ）
  - 再現 井岡弘樹 役
  - 再現 山崎樹範 役
- ちりとてちん 115話（2007年、NHK大阪放送局）
- パチンコ美女・全国の旅（2007年、SUN-TV）- ナレーション
- 新人演芸大賞（2007年、NHK）- ナレーション
- 丹波の森 国際音楽祭 シューベルティア丹波2007（2008年、SUN-TV）
- その時、歴史が動いた 平安王朝 華麗なる一族（2008年、NHK）- 藤原伊周 役
- 鞍馬天狗 （2008年、NHK）- 2話
- 相棒 Eleven 第4話『バーター』（2012年、テレビ朝日）- 警視庁警察官 役
- 『ダブル・ミーニング〜Yes or No? 』 （2013年、関西テレビ・ フジテレビ ）-  特殊犯捜査係8[1]

### 映画
- 岸和田少年愚連隊 血煙り純情篇 （1997年、三池崇史監督)
- 恋する彼女、西へ。 （2008年、酒井信行監督）
- 太陽が待ち遠しい![2]（2013年、真次賢 山口梓乃監督）
- 女の組曲（2014年、真次賢 山口梓乃監督）（ MAGUfilm参照）
- コデンマのいる風景（2015年、真次賢 山口梓乃監督）（ MAGUfilm参照）

### 舞台
2005年以降
- 死んどる場合か（2005年、菱田信也事務所）
- ゴジラ（2005年、演劇集団 芝居小舎）
- ウインター・プラン（2005年、演劇集団 芝居小舎）
- 『蟹京都』- kani - kyouto /青春編（2006年、菱田信也事務所）
- 火男の火（2006年、演劇集団 芝居小舎）
- 裸ノ街 哀歌（2007年、演劇集団 芝居小舎）
- 踊る!シジフォス（2007年、MBS主催）
- アルバトロス〜君と見た夢の翼〜（2007年）
- 元禄めおと合戦（2008年 新歌舞伎座 中日劇場 明治座 ）- 藤山直美公演
- 水無月（2008年 南座 新橋演舞場 ）
- さんすのドリル（2008年、作・演出 菱田信也 ）
- 『BIG BEAT〜もうひとりの俺〜』（2008年、 一人芝居 ）
- 椿姫（2009年、神奈川・兵庫・広島・福岡）- ハンブルク・バレエ団
- 平家女護島（2009年、関西俳優協議会主催）
- 語り部たちの夜 - 雲 -（2009年、 大阪市立芸術創造館 ）
- 眠れぬ雪獅子（2011年、東京・富山・兵庫）
- IT’S UP TO YOU（2013年、足立公和プロデュース）
- シェイクスピアBOOGIE★WOOGIE〜真夏の夜の夢〜（2014年　劇団BOOGIE★WOOGIE） 劇団公式HP参照
- 宇宙劇 ウレシパモシリ（2014年、ザムザ阿佐ヶ谷） 公式HP参照

### Vシネマ
- 喧嘩の花道 （1996年、石川均監督）
- 新・悲しきヒットマン2（1997年、渡辺武監督）
- 裁きの銀（2002年、青井邦臣監督）
- 必殺!キャバ嬢（2011年、石井良和監督）

### ラジオ
- 読売新聞ニュース＆天気予報 （2007年4月〜9月木曜日担当、FM千里 ）
- 三島ゆりこのなりませぬ（2007年10月〜2008年3月、FM千里）- アシスタント

### イベント司会・MC
- 大阪ガス リビングシステムフェア2005（2005年）
- 大阪ガス ハウスビルドフェア2006（2006年）
- NTT グループコレクション2006（2006年、大阪・金沢・広島・香川・福岡・名古屋）
- ENEX 関西電力ブース（2006年）
- 第26回 次世代ワールドホビーフェア （2006年）
- パワポケ甲子園2（2006年、コナミ）- ゲーム音声
- ナイス 住まいの耐震博覧会2011（2011年、名古屋・静岡）
- ドコモ・モバイル スキルアップセミナー（2012年）
- 第28回 ジャパン建材フェア（2012年）
- 2012 ジューティック住まいるフェア（2012年）
- 2012 丸産業『住設建材まつり』（2012年）